# Against All Odds 2005
Against All Odds 2005 è stata la prima edizione del pay-per-view prodotto dalla Total Nonstop Action Wrestling (TNA). L'evento si è svolto il 13 febbraio 2005 nella IMPACT! Zone di Orlando, Florida.

## Risultati
| #  | Risultati | Stipulazioni                                                                                         | Durata         |
| -- | --- | --- | -------------- |
| 1  | Phi Delta Slam (Bruno Sassi e Big Tilly) hanno sconfitto Lex Lovett e Buck Quartermain                                      | Tag team match                                                                                       | 03:48 Pre show |
| 2  | The Harris Brothers (Don Harris e Ron Harris) hanno sconfitto Mikey Batts e Jerelle Clark                                   | Tag team match                                                                                       | 03:12 Pre show |
| 3  | Elix Skipper ha sconfitto Petey Williams (con Coach D'Amore)                                                                | Single match                                                                                         | 07:58          |
| 4  | B.G. James e Jeff Hammond (con Ron Killings e Konnan hanno sconfitto Michael Shane e Kazarian                               | Tag team match                                                                                       | 05:33          |
| 5  | Raven ha sconfitto Dustin Rhodes                                                                                            | Single match                                                                                         | 08:20          |
| 6  | America's Most Wanted (Chris Harris e James Storm) (c) hanno sconfitto Kid Kash e Lance Hoyt                                | Tag team match per il titolo NWA World Heavyweight Championship                                      | 12:25          |
| 7  | Abyss ha sconfitto Jeff Hardy                                                                                               | Full Metal Mayhem match per determinare il #1 contender al titolo NWA World Heavyweight Championship | 15:21          |
| 8  | Diamond Dallas Page e Monty Brown hanno sconfitto Team Canada (Bobby Roode ed Eric Young con Coach D'Amore e Johnny Devine) | Tag team match                                                                                       | 09:43          |
| 9  | A.J. Styles (c) ha sconfitto Christopher Daniels (2 vittorie ad 1)                                                          | 30 minutes Iron Man match per il titolo TNA X Division Championship                                  | 31:37          |
| 10 | Jeff Jarrett (c) ha sconfitto Kevin Nash                                                                                    | Single match per il titolo NWA World Heavyweight Championship                                        | 19:45          |
|    | | (c) = campione in carica al momento dell'inizio del match                                            |                |

### Iron Man Match
A.J. Styles ha sconfitto Christopher Daniels mantenendo il titolo TNA X Division Championship. 
 
La stipulazione dei match era di un tempo massimo di 30 minuti, ma poiché al termine del secondo match i due lottatori erano in pareggio il direttore esecutivo Dusty Rhodes ha deciso di lasciar lottare i due contendenti oltre il tempo limite dell'ultimo match.
| Punteggio | Vincitore           | Mossa finale  | Termine      | Tempo |
| --------- | ------------------- | ------------- | ------------ | ----- |
| 0-1       | Christopher Daniels | Angel's Wings | Schienamento | 14:07 |
| 1-1       | A.J. Styles         | Roll-up       | Schienamento | 23:58 |
| 2-1       | A.J. Styles         | Styles Clash  | Schienamento | 31:37 |